# Sleigh Ride (Delius)
Sleigh Ride is een compositie van de Brit Frederick Delius. Het is een typisch werkje van Delius dat past in de stijl van zijn (veel) latere miniaturen als On hearing the first cuckoo in spring. De slee komt vanuit de verte aan, komt langs en verdwijnt dan weer in de verte. De eerste uitvoering (nog in pianoversie) was weggelegd voor een avondje bij Edvard Grieg, maar drank voorkwam dat. Sleigh ride, dat eerst Winter ride heette, maakt onderdeel uit van Winter night, maar dat wordt zelden geheel uitgevoerd.
Sleigh ride werd in 1929 door de componist overhandigd aan Thomas Beecham, Delius had moeilijkheden om het hoofd boven water te houden. De meeste composities van hem werden uitgegeven door Duitse muziekuitgeverijen en dat zinde de Britten kennelijk niet. Er ontstond later meningsverschil tussen Beecham en de Delius Trust. Na het overlijden van Beecham zelf, kwamen alle rechten weer bij de Trust te liggen en was het probleem uit de wereld. Aangezien Beecham het werk in zijn privébezit had, is hij waarschijnlijk ook de eerste geweest die het heeft laten spelen. Het werd op 18 november 1946 gespeeld in het kader van een festival met muziek van Delius, dirigent was echter niet Beecham zelf, maar zijn collega Richard Austin, die de Croydon Philharmonic Society leidde in "Three small tone poems". In 1947 nam Beecham het op.  
Er zijn talloze opnamen van dit werkje, dat voornamelijk te vinden is op albums met kerstmuziek.